# 民話社
民話社（みんわしゃ）は、かつて東京都港区南青山に存在した日本のアニメ制作会社。1968年までの旧社名は「教育漫画社」であった。

## 概要
1961年、東映出身の大矢敏行によって、児童教育漫画を製作する「教育漫画社」として発足した。
1968年10月に「民話社」と社名変更し、1969年から「子供のための新しい動画作り」を目標に自主作品やTVアニメの下請けなどを手がけていた。東映動画の出身者が集まって設立したプロダクションで、東映動画のロックアウトのために『デビルマン』の制作当初にスタッフルームとして使われていたこともある。
同社はアニメ制作のほか、家庭の主婦を対象としたアニメ技術者の指導訓練の通信教育業務も行っていた。3か月間の教育で優秀と認められた人は民話社のスタッフとして家庭で仕事ができる仕組みとされていたが、実際に採用された人は100人前後にすぎなかったという。また、通信教育では演出やアニメーターの養成コースも存在したが、トレスやペイントの仕上げコースに最も力を入れていたとされる。
相次いで不渡りを出したため、1974年1月11日に倒産した。負債総額は約1億5000万円、全国の被害者の数は1万人近くにのぼるとみられていた。また、当時の読売新聞では計画倒産の疑惑が報じられていた。倒産後、元従業員らは民話社の「にわか労組」を結成したという。
倒産に伴い夜逃げした大矢敏行社長は、その後、1978年に「代々木アニメーション学院」を設立し、再びアニメーション教育に携わることとなった。

## 作品リスト

### 元請け

#### テレビ作品
- おかあさんの童話（1973年）[注釈 2]
- ボーリング・スクール（1973年）[8]
- まんがふるさと昔話（1976年）[注釈 3]

#### 16ミリフィルム作品
- しあわせの王子（1970年）[2]
- かぐや姫（1970年）[2]
- あかちゃんはどうしてうまれるの（1970年）[2]
- 金焼き地蔵さま（1970年）[2]
- マンガ映画をつくるお母さん（1970年）[2] ※実写
- 青い鳥ーチルチルとミチルー（1971年）[2]
- 少年王者（1971年）[2]
- アニメーション技術講座（1971年）[2] ※実写
- 日本の民話シリーズ（1970 - 1971年、全52話）[2]
- 日本の童謡集 1・すなやま（1971年）[9]
- 日本の童謡集 2・さとのあき（1971年）[9]
- セールスマン基本講座（1971年）[9]
- マンガ映画トレス、ペイントの完成（1972年）[2]
- ゆかいなどうぶつ村（1972年）[2] ※フジテレビ・エンタプライズとの共同製作
- やさしい英会話ABC・第一部（1972年）[2]
- やさしい英会話ABC・第二部（1972年）[2]
- お母さんの童話シリーズ（1973年、全13話）[2]

### 下請け

#### テレビ作品
- あしたのジョー（1970年、仕上げ、元請け：虫プロダクション）
- サザエさん（1971年、制作協力・仕上げ、元請け：TCJ動画センター）
- 国松さまのお通りだい（1971 - 1972年、仕上げ、元請け：虫プロダクション）
- ふしぎなメルモ（1972年、仕上げ、元請け：手塚プロダクション）
- ハゼドン（1972 - 1973年、仕上げ、元請け：創映社）
- みんなよっといで（1971年 - 1973年）
  - 伊賀の影丸（1972年、作画、元請け：フジテレビ・エンタプライズ）[10] ※テレビ紙芝居

#### 16ミリフィルム作品
- 伸びゆく足利（1971年、元請け：足利市）[9]
- 新訳・金瓶梅（1971年、元請け：東映ビデオ）[9]
- 全国消費者連合会（1973年、元請け：フジテレビ・エンタプライズ）[8]
- カクハンスタンド（1973年、元請け：日本ゲージ）[8]
- 神道（1973年、元請け：天神人祖一神宮）[8]
- 伸びゆく十文字学園・前編（1973年、元請け：十文字学園）[8]
- 女性美の創造（1973年、元請け：地方自治映画制作委堀）[8]
- 磯節のふるさと（1973年、元請け：大洗町）[8]

## 著名な出身者
- 五味洋子（アニメーション研究家）[11]